# 쿠라시키토우카전
오오야마명인배 쿠라시키토우카전(大山名人杯倉敷藤花戦)은 오카야마현 구라시키시, 구라시키시 문화진흥재단 (아르스 쿠라시키), 산요 신문사(山陽新聞社) 주최의 쇼기 기전이다. 도전기 형식의 여류 타이틀전(백령전, 청려전, 마이나비 여자오픈, 여류왕좌전, 여류명인전, 여류왕위전, 여류왕장전, 쿠라시키토우카전) 중 서열 8위이다. 지자체가 주최하는 유일한 타이틀전이다.

## 개요
구라시키시 출신의 오오야마 야스하루 15세명인의 공적을 기려, 구라시키시 예문관(倉敷市芸文館) 및 병설된 오오야마 명인 기념관(大山名人記念館)의 개관에 맞추어 1993년에 창설되었다. 타이틀전 3번기의 제2,3국은 매년 구라시키시 예문관에서 이틀 연속으로 치러진다. 기전명 후보로 "여류왕좌전" 등도 있었으나 여류기사회에서 기전명으로서 기존의 남성기전명이나 "여류~전"이라는 명칭을 탈피해 줄 것을 요망하여 최종적으로 "오오야마명인배 쿠라시키토우카전(大山名人杯倉敷藤花戦)"으로 결정되었다. 기전명 중 "토우카(藤花, 등화)"는 구라시키시의 꽃이 등나무꽃인 것에서 유래한다.

## 방식
쿠라시키토우카를 제외한 현역 여류기사 전원과 주최자 추천의 아마추어 2명이 참가하며, 시드, 예선 등이 없이 전원 1회전 또는 2회전부터 등장하여 싱글 엘리미네이션 토너먼트 방식으로 도전자를 결정한다. 단, 전기 4강 진출자는 준결승까지 만나지 않도록 배치된다. 도전자는 11월에 쿠라시키토우카와 3번기를 두어서 승자가 차기 쿠라시키토우카가 된다. 제한시간은 전 대국 2시간이다.

## 영세칭호
쿠라시키토우카 타이틀을 통산 5기 획득한 여류기사에게 "퀸 쿠라시키토우카"의 칭호가 주어진다.

## 역대 결승 결과
※ 전적은 우승자 기준으로 O = 승, X = 패, 千 = 천일수, 持 = 지쇼기를 나타낸다.
| 기 | 연도 | 우승자          | 전적 | 준우승자        | 비고                                  |
| -- | ---- | --------------- | ---- | --------------- | ------------------------------------- |
| 1  | 1993 | 하야시바 나오코 | O    | 사이다 하루코   |                                       |
| 2  | 1994 | 시미즈 이치요   | OO   | 하야시바 나오코 |                                       |
| 3  | 1995 | 시미즈 이치요   | OXO  | 사이다 하루코   |                                       |
| 4  | 1996 | 시미즈 이치요   | OO   | 키무라 사유리   |                                       |
| 5  | 1997 | 시미즈 이치요   | OXO  | 나카이 히로에   |                                       |
| 6  | 1998 | 시미즈 이치요   | OXO  | 우스이 료코     | 시미즈 퀸 쿠라시키토우카 획득         |
| 7  | 1999 | 시미즈 이치요   | OO   | 야우치 리에코   |                                       |
| 8  | 2000 | 시미즈 이치요   | OO   | 야우치 리에코   |                                       |
| 9  | 2001 | 나카이 히로에   | OXO  | 시미즈 이치요   |                                       |
| 10 | 2002 | 나카이 히로에   | OO   | 야우치 리에코   |                                       |
| 11 | 2003 | 나카이 히로에   | OO   | 이시바시 사치오 |                                       |
| 12 | 2004 | 시미즈 이치요   | OXO  | 나카이 히로에   |                                       |
| 13 | 2005 | 시미즈 이치요   | OO   | 야우치 리에코   |                                       |
| 14 | 2006 | 사이다 하루코   | OXO  | 시미즈 이치요   |                                       |
| 15 | 2007 | 시미즈 이치요   | XOO  | 사이다 하루코   |                                       |
| 16 | 2008 | 사토미 카나     | OO   | 시미즈 이치요   |                                       |
| 17 | 2009 | 사토미 카나     | OO   | 나카무라 마리카 |                                       |
| 18 | 2010 | 사토미 카나     | XOO  | 이와네 시노부   |                                       |
| 19 | 2011 | 사토미 카나     | OO   | 시미즈 이치요   |                                       |
| 20 | 2012 | 사토미 카나     | OO   | 야우치 리에코   | 사토미 퀸 쿠라시키토우카 획득         |
| 21 | 2013 | 카이 토모미     | XOO  | 사토미 카나     |                                       |
| 22 | 2014 | 카이 토모미     | OXO  | 야마다 쿠미     |                                       |
| 23 | 2015 | 사토미 카나     | OO   | 카이 토모미     |                                       |
| 24 | 2016 | 사토미 카나     | XOO  | 무로야 유키     |                                       |
| 25 | 2017 | 사토미 카나     | OO   | 이토 사에       |                                       |
| 26 | 2018 | 사토미 카나     | OO   | 타니구치 유키   |                                       |
| 27 | 2019 | 사토미 카나     | OXO  | 이토 사에       |                                       |
| 28 | 2020 | 사토미 카나     | OO   | 나카이 히로에   | 나카이 최연장 타이틀도전 신기록(51세) |

### 내용주
1. ↑  오카야마현의 지역 신문